# Isabel Iturria
Isabel Iturria es una médica cardióloga venezolana. Fue ministra de salud de Venezuela.

## Vida
Es una médica cirujana, egresada en la Universidad Central de Venezuela (con mención magna cum laude) en 1991. Graduada de especialista en Medicina Interna en 1995 y en Cardiología en 1998. Entrenamiento en Cardiología Intervencionista en Caracas y en la Universidad Autónoma de Barcelona, España. Profesora de Fisiopatología de la Universidad Central de Venezuela. Realizó Diplomado de Gestión en Salud Pública, curso de Administración de Hospitales y Manejo de Servicios de Salud (Tokio) y desde 2007 es estudiante del Doctorado en Ciencias Gerenciales de la UNEFA.
Fue directora de la gerencia de Hospitales del Ministerio de Salud entre 2004 y 2006 y es Presidenta de la Fundación Hospital Cardiológico Infantil Latinoamericano Dr. Gilberto Rodríguez Ochoa desde su creación en 2006 hasta la actualidad. Coordinadora del libro: “Cardiología y Radiología Intervencionista: Manual Práctico”, julio de 2001, tiene cinco trabajos publicados en revistas internacionales y nacionales indexadas y más de 60 trabajos de investigación y conferencias presentados en Congresos Nacionales e Internacionales de cardiología. 
El 21 de abril de 2013, en cadena nacional fue nombrada Ministra del Poder Popular para la Salud del Gobierno Bolivariano de Venezuela para el gobierno de Nicolás Maduro. Fue sustituida el 6 de noviembre de 2013 por Francisco Alejandro Armada Pérez
| Predecesor: María Eugenia Sader | Ministro del Poder Popular para la Salud 21 de abril de 2013 - 6 de noviembre de 2013 | Sucesor: Francisco Alejandro Armada Pérez |